# Ainsi parla Zarathoustra (Boulez)
Pour l’article homonyme, voir Ainsi parla Zarathoustra.
Ainsi parla Zarathoustra est une musique de scène composée par Pierre Boulez en octobre 1974 pour le théâtre Renaud-Barrault. Boulez a écrit l’œuvre pour une voix solo et ensemble instrumental. Elle a été interprétée pour la première fois au Théâtre d'Orsay à Paris le 6 novembre 1974. Les brouillons et les partitions sont conservés à la Fondation Paul Sacher à Bâle, tandis que les images (photos et films) de la production sont à la Bibliothèque nationale de France.

## Histoire

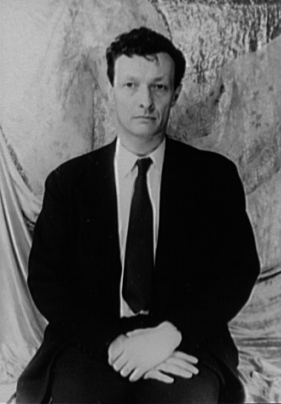
Barrault in 1958.